# لوكهيد جيت ستار
لوكهيد جيت ستار  (بالإنجليزية: Lockheed JetStar)‏ هي طائرة أعمال أنتجت في 1957 بالولايات المتحدة. من صناعة شركة لوكهيد. كانت تستخدم بشكل أساسي من قبل القوات الجوية الإيرانية. كان أول طيران لها في 4 سبتمبر 1957. انتهت خدمتها في 1990. صنع منها 204 طائرة.

## المستخدمون
- القوات الجوية الإيرانية
- القوات الجوية المكسيكية